# Golfbaan

Typische elementen op een golfbaan: 1=Tee, 2=Water hazard, 3=Rough, 4=Out of bounds, 5=Bunker, 6=Water hazard, 7= Fairway, 8=Green, 9=Vlag, 10=Hole

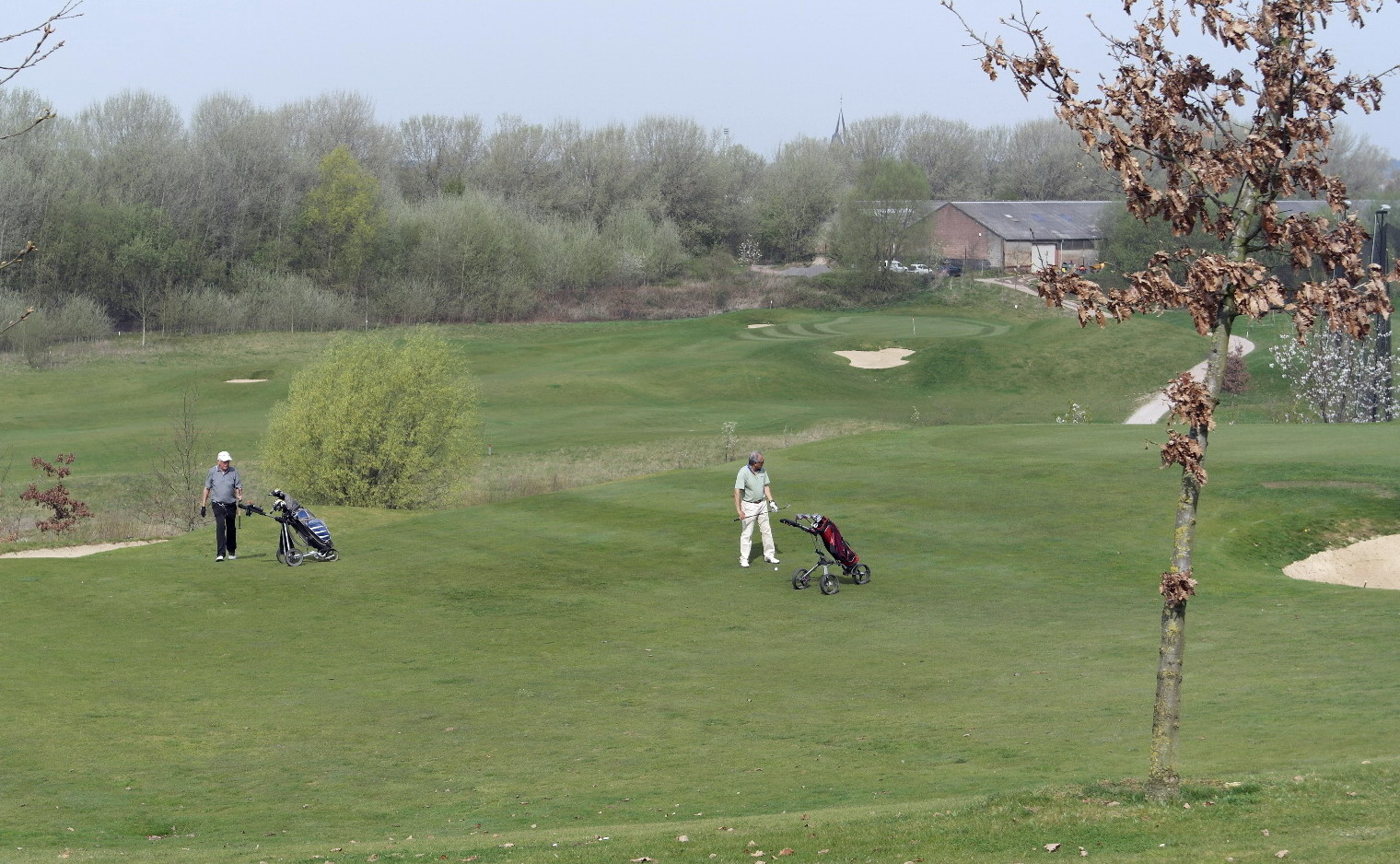
Golfers op een glooiende baan (Golfclub Maastricht)

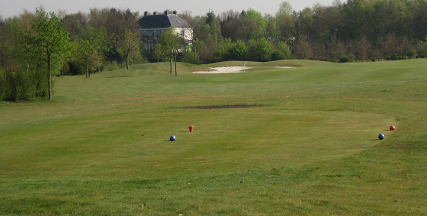
Damestee met markers

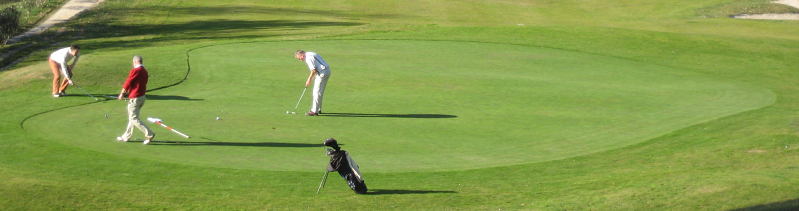
Een green

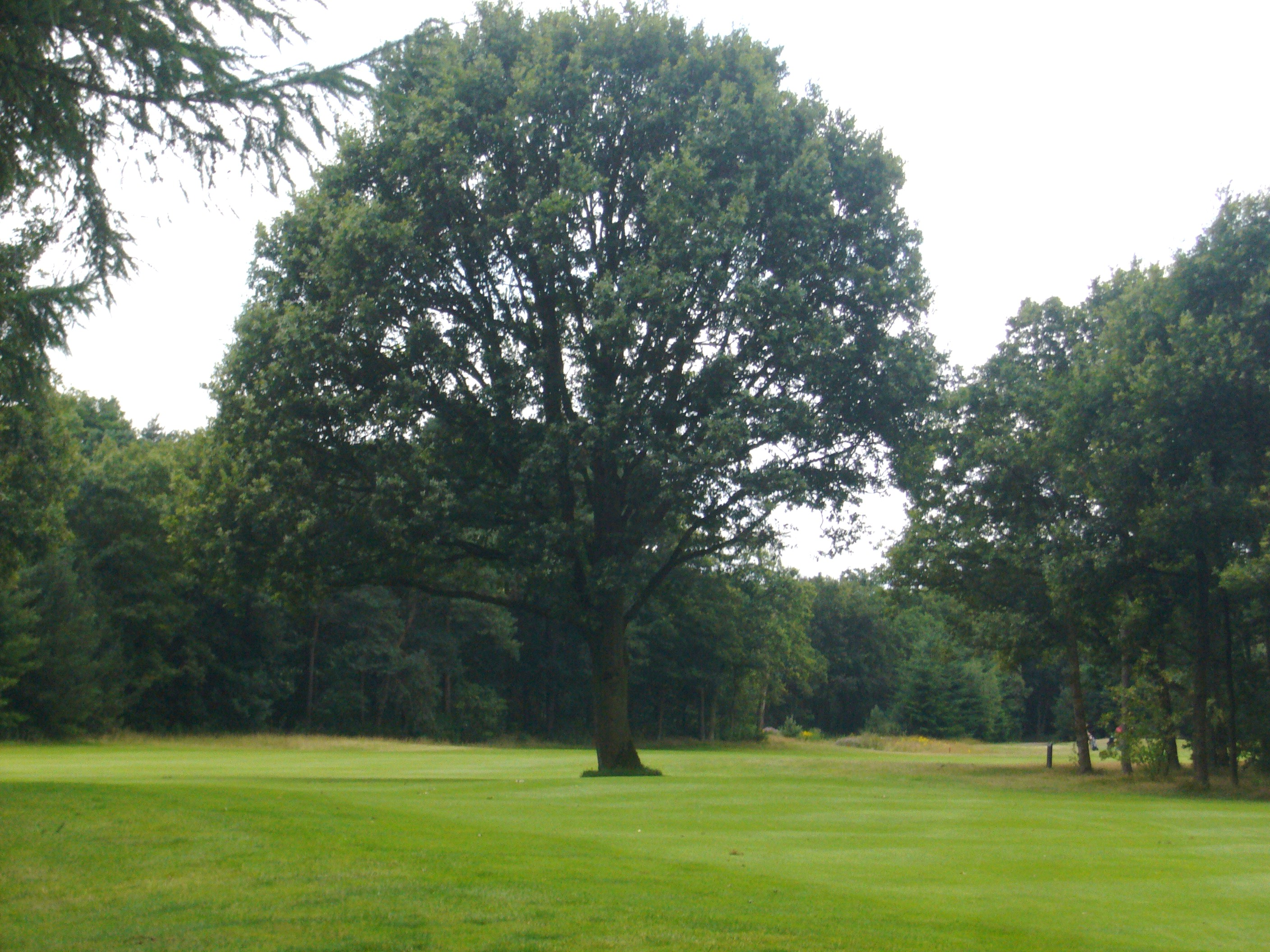
Boom op de fairway

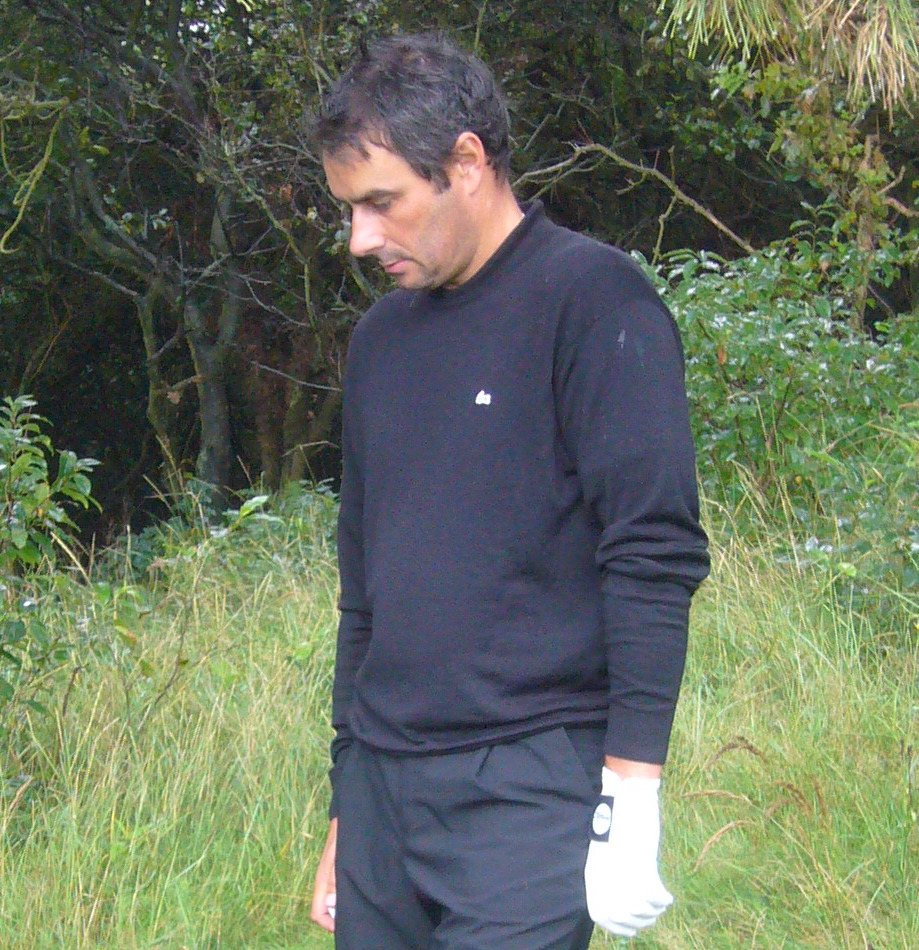
Zijn bal ligt in de rough

Een golfbaan is een perceel waarop de sport golf wordt gespeeld. De baan bestaat uit een reeks holes. Iedere hole bestaat in de regel uit de volgende onderdelen: tee of afslagplaats, fairway, rough, fringe / apron, hindernissen, green, en ten slotte het putje dat ook hole (soms cup) wordt genoemd.
Een volledige golfbaan heeft 18 holes. Vaak zijn er 9 holes, die men dan, voor een volledige wedstrijd, twee keer moet rondspelen. Ook andere aantallen komen voor.

## Soorten golfbanen
Er zijn verschillende soorten golfbanen afhankelijk van de locatie waar zij zich bevinden:
- Linksbanen (ook wel zeebanen genoemd) worden het moeilijkst gevonden.[1] Zij bevinden zich vaak vlak langs de kustlijn en kenmerken zich door het feit dat ze open zijn (weinig bomen), doorgaans vrij harde greens en fairways en een relatief hoge rough hebben. De wind is een dominante factor. Voorbeelden: Domburgsche Golf Club, Noordwijkse Golfclub en de links courses van Golfclub Dorhout Mees en Golfclub Dirkshorn.
- Bosbanen bevinden zich doorgaans in bosrijke gebieden en zijn meer beschut. Voorbeelden: Hilversumsche Golf Club, Eindhovensche Golf,  Golfclub de Pan. Het zijn meestal oude banen.
- Parkbanen zijn banen die zich niet in een bosrijk gebied of aan de kust bevinden. Vaak zijn het banen die op voormalige landgoederen werden aangelegd. Voorbeelden: Golfclub De Haar en Golf & Country Club Lauswolt.
- Glooiende banen bevinden zich op (licht) geaccidenteerde terreinen in duingebieden of in het Zuid-Limburgse Heuvelland. Voorbeelden: Kennemer Golf & Country Club, Koninklijke Haagsche Golf & Country Club, Golfclub Maastricht, Golfvereniging Het Rijk van Margraten, Zuid Limburgse Golf- en Countryclub Wittem en Golfclub Hoogvaals.
- Polderbanen zijn meestal vrij vlak. Voorbeelden: Golfclub Broekpolder, Rijswijkse Golfclub, Golfclub Zeewolde. Door het graven van water en bunkers blijft er zand over dat gebruikt wordt om heuveltjes te maken.

## Onderdelen van een hole

### Tee
De tee (ook wel tee-box genoemd) is de afslagplaats aan het begin van een hole. De exacte plaats op de tee waar men moet beginnen wordt aangegeven door een tee-marker, waarvan er meerdere kunnen zijn. Aan de kleur van de markers is te zien waar de dames en heren moeten afslaan. Voor professionals is er een aparte tee.
De bal wordt voor de afslag op een kunststof staafje gelegd, gelijkend op een spijker, zodat men met de stok goed onder de bal kan komen. Dat staafje wordt ook tee genoemd.

### Fairway
Tussen de green en de tee-box ligt de fairway. De fairway is meestal tussen de 15 en 45 meter breed, begint vaak 50 tot 200 meter na de tee-box en eindigt bij de green of fringe. De fairway is vaak de gunstigste route over de hole, omdat het gras hier korter is, wat zorgt voor een betere ligging van de bal.

### Rough
Buiten de fairway, greens en tee-boxen vindt men de rough. De rough bestaat uit langer gras, planten of struiken, hetgeen het bespelen van de bal lastiger maakt. Bomen staan meestal in de rough, maar kunnen ook op de fairway staan en soms staat er zelfs een boom op de green.

### Green
De green is het kortgemaaide gedeelte gras rondom de hole. Het is gebruikelijk maar niet verplicht om op de green een putter te gebruiken, waardoor de bal mooi zal rollen zonder van de grond te komen. 
Het gras op de green wordt zeer kort gemaaid zodat de bal goed kan rollen. De richting waarin het gras groeit beïnvloedt de rol van de bal en wordt ook wel de grain of the green genoemd. Niveauverschil op de green beïnvloedt ook de richting waarin en de snelheid waarmee een golfbal rolt. De manier waarop een golfbal daardoor van richting verandert wordt ook wel de 'break' genoemd.
Om de green is het gras net iets langer dan op de green. Het stuk tussen de fairway en de green wordt de 'fringe', 'apron' of 'voorgreen' genoemd.

### Hole
De hole ligt binnen de green (minimaal 3 meter van de rand) en heeft een diameter van 10,8 cm en een diepte van minimaal 10 cm. In de cup staat een vlaggenstok (ook wel 'pin' genoemd) met aan de top een vlag zodat men van grote afstand kan zien waar de hole is.

### Hindernissen
De meeste holes op een golfbaan hebben hindernissen. Dit kunnen zogenoemde bunkers zijn of waterpartijen. Ze kunnen zich zowel in of langs de fairway bevinden.

## Beoordelen van golfbanen en indelen naar A-, B- of C-status
Voor het lidmaatschap van de Koninklijke Nederlandse Golf Federatie gelden een aantal criteria. De vereniging die op een golfbaan speelt, vraagt aan de federatie om een beoordeling te geven over bijvoorbeeld de kwaliteit van hun baan. Objectieve maatstaven zijn door de federatie opgesteld. 
Het beoordelen van golfbanen vindt uitsluitend plaats vanaf 1 mei tot 15 oktober. Gedurende de rest van het jaar zijn de klimatologische omstandigheden in het algemeen de oorzaak van een achteruitgang van de conditie van golfbanen, zodat een juiste beoordeling niet mogelijk is.

### A- en B-status banen
De criteria voor A- en B-banen zijn gelijk ; het enige verschil is de lengte van de baan.

#### Lengte van de baan
- De lengte, gemeten van de herentee, bedraagt voor A-banen ten minste 5200 meter en voor B-banen 3650 meter.
- De lengte, gemeten van de damestee, bedraagt voor A-banen ten minste 4550 meter en voor B-banen 3650 meter.

#### Karakter van de baan
- De golfbaan is uitsluitend aangelegd voor de beoefening van de golfsport.
- Er zijn ten minste negen afzonderlijke holes.
- De baan heeft maximaal drie Par-3 holes per 9 holes; er is een evenwichtige verdeling tussen Par-3 holes, Par-4 holes en Par-5 holes.
- De holes vertonen zowel voor dames als heren voldoende variëteit in lengte.
- De individuele holes behoren zo te zijn aangelegd, dat scratchgolfers onder normale omstandigheden een Par kunnen maken en bogeyspelers een bogey.

#### Andere eisen
- De baan is zo ontworpen dat de veiligheid van spelers en derden bij een regelmatig en normaal spelverloop zo veel mogelijk is gewaarborgd.
- De afslagen zijn vlak, hebben een goede grasmat en zijn voldoende gedraineerd.
- Beregening van zowel tees en greens is verplicht.
- De greens hebben een voldoende omvang (300-500 m²).
- Drainage moet zodanig zijn dat de baan gedurende het hele jaar goed bespeelbaar is.
- Oefenfaciliteiten, waar alle soorten slagen kunnen worden gemaakt, dienen aanwezig te zijn.

### C-status banen
- Deze banen hebben voor zowel dames als heren een minimale lengte van 2750 meter.
- De golfbaan hoeft niet uitsluitend te zijn aangelegd voor de beoefening van de golfsport, maar mag ook op sportterreinen worden aangelegd.
- Het is toegestaan op de afslagen kunststof afslagmatten te gebruiken.
- Aan de grootte van de greens worden geen speciale eisen gesteld.
- De baan heeft per voorkeur twee Par-4 holes.
- Oefenfaciliteiten zijn gewenst maar niet noodzakelijk.
- Beregening van tees en greens is niet verplicht.
- Het clubhuis kan eenvoudig van aard zijn, met kleedkamers voor dames en heren, sanitaire voorzieningen en eenvoudige catering.

## Par
De meeste golfbanen hebben alléén holes met par 3, 4 of 5. Par 6-holes zijn vrij uitzonderlijk. De par van een hole is afhankelijk van de lengte van een hole. De par wordt bepaald door het aantal slagen waarmee een gemiddelde professional, qua afstand, de green zou moeten kunnen halen, te vermeerderen met twee slagen. Dit komt in de praktijk op het volgende neer:
| Heren: - Par 3 = < 235 meter - Par 4 = 235 - 430 meter - Par 5 = > 430 meter | Dames: - Par 3 = < 190 meter - Par 4 = 190 - 390 meter - Par 5 = > 390 meter |

Veelal bestaan golfbanen uit tien par 4 holes, vier par 3 holes en vier par 5 holes waardoor de par van een 18 holes baan vaak 72 is. Deze kan echter ook hoger of lager zijn.

## Onderhoud
In het bestuur van een golfclub zit een baancommissaris, die voorzitter is van de baancommissie, maar het onderhoud wordt gedaan door de greenkeepers die daarvoor een speciale opleiding kregen.

Tegenwoordig wordt het onderhoud bijna overal op een milieuvriendelijke manier gedaan, veel clubs hebben al het certificaat van Committed to Green. Bij steeds meer bos- en heidebanen wordt een deel van het onderhoud gedaan door schapen die door de rough worden gestuurd. De meeste schapen zijn bijna geheel wit, alleen de Schoonebekers hebben een meerkleurig-gevlekte kop.

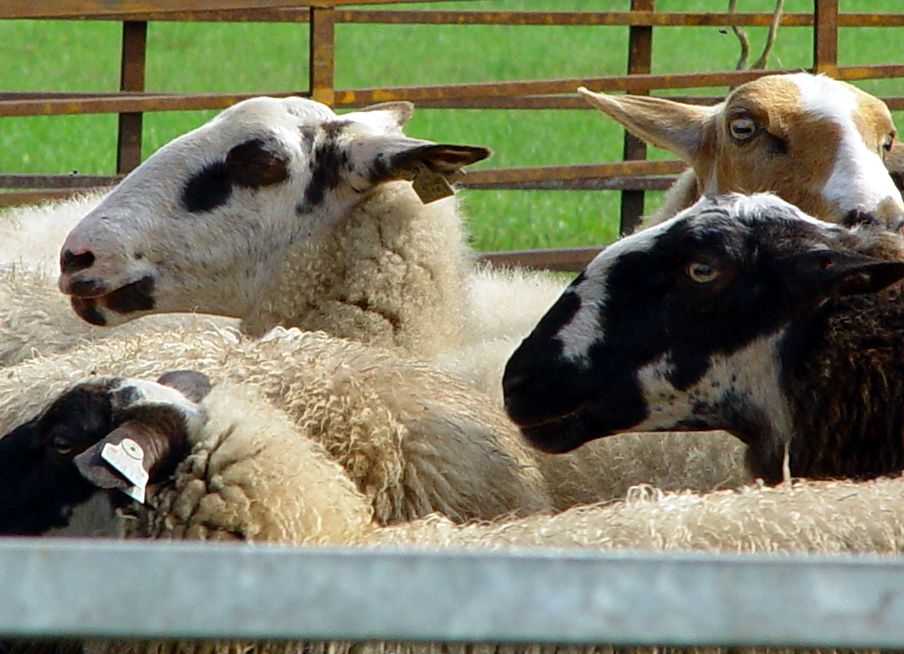
Schoonebeker heideschaap

| Baan          | Aantal | Schapenras                          |
| ------------- | ------ | ----------------------------------- |
| Lochemse      | < 30   | Schoonebeekers, Drents en/of Veluws |
| Sluispolder   | < 30   | Texelaar                            |
| Molenslag     | < 30   | Swifters                            |
| Gelpenberg    | < 30   | Drents en/of Veluws                 |
| De Hoge Kleij | 30 >   | ?                                   |
| Het Woold     | 30 >   | Schoonebekers                       |
| Naarderbos    | 30 >   | ?                                   |
| De Schoot     | 30 >   | Texelaar                            |
| Havelte       | 30 >   | Drents en/of Veluws                 |
| Emmeloord     | 30 >   | Texelaar                            |
| De Pan        | 100 >  | Drents en/of Veluws                 |
| Stippelberg   | 200 >  | Twentse heideschapen                |
| Domburgse     | 200 >  | Drents en/of Veluws                 |
| Hilversumsche | 200 >  | Kempisch heideschaap                |
| Haagsche      | 200 >  | Schoonebekers                       |
| De Edese      | 200 >  | Drents en/of Veluws                 |
| Nunspeet      | 200 >  | Schoonebekers                       |

## 19e hole
Hoewel een golfbaan meestal 18 holes heeft, wordt vaak gesproken over de 19e hole. Hiermee wordt de bar in het clubhuis bedoeld.